# جون أوين
جون أوين (بالإنجليزية: John Owen)‏ (و. 1616 – 1683 م) هو عالم عقيدة، من المملكة المتحدة، توفي عن عمر يناهز 67 عاماً.

## التعليم
تعلم في كلية الملكة ‏.

## روابط خارجية
- جون أوين على موقع الموسوعة البريطانية (الإنجليزية)